# Snowboard World Cup Montafon
Snowboard-Worldcup Montafon foregår i bjergene omkring dalen Montafon og har været en del af Snowboard Worldcup-serien siden sæson 2012/13. Det bliver arrangeret af Det Internationale Skiforbund (FIS) og det østrigske skiforbund (ÖSV) gennem Austria Ski Veranstaltungs GmbH (ASVG). Vigtige partnere til denne del af World Cup-serien er Silvretta Montafon og Montafon Tourismus og lokale frivillige. Organiseringsudvalget består af præsident Peter Marko og generalsekretær Christian Speckle. Snowboard cross-strækningen er 980 meter lang, mens den strækningen for Parallel Storslalom er 280 meter lang, og konkurrencerne afholdes i Schruns i skiområdet Silvretta Montafon, Hochjoch.

## Historie
I sæsonen 2010/11 blev Snowboard Cross World Cup afholdt en enkelt gang i Lech (Vorarlberg). Derefter ledte de efter et område i Vorarlberg, der kunne præsentere Snowboardcross optimalt. Man blev enige om, at Montafon var velegnet. Det første Snowboard Cross World Cup fandt sted i december 2012. I december 2014 måtte Snowboardcross annulleres på grund af høje temperaturer. I stedet blev der afholdt en Parallel storslalom og en blandet holdkonkurrence.

## Resultater

### Kvinder
| Sæson                       | Disciplin           | Vinder                                           | Andenplads                               | Tredjeplads                                                        |
| --------------------------- | ------------------- | ------------------------------------------------ | ---------------------------------------- | ------------------------------------------------------------------ |
| Snowboard World Cup 2012/13 | Snowboardcross      | Canada                                           | Italien                                  | Australien                                                         |
| Snowboard World Cup 2012/13 | Snowboardcross Team | Østrig                                           | USA                                      | Frankrig                                                           |
| Snowboard World Cup 2013/14 | Snowboardcross      | Tjekkiet                                         | Canada                                   | Norge                                                              |
| Snowboard World Cup 2013/14 | Snowboardcross Team | Italien                                          | Canada                                   | Frankrig                                                           |
| Snowboard World Cup 2014/15 | Snowboardcross      | aflyst på grund af for høje temperaturer         | aflyst på grund af for høje temperaturer | aflyst på grund af for høje temperaturer                           |
| Snowboard World Cup 2014/15 | Snowboardcross Team | aflyst på grund af for høje temperaturer         | aflyst på grund af for høje temperaturer | aflyst på grund af for høje temperaturer                           |
| Snowboard World Cup 2014/15 | Parallel storslalom | Østrig                                           | Tyskland                                 | Rusland                                                            |
| Snowboard World Cup 2015/16 | Snowboardcross      | Frankrig                                         | USA                                      | Rusland                                                            |
| Snowboard World Cup 2015/16 | Snowboardcross Team | Frankrig I                                       | USA I                                    | Schweiz I                                                          |
| Snowboard World Cup 2016/17 | Snowboardcross      | Australien                                       | Frankrig                                 | USA                                                                |
| Snowboard World Cup 2016/17 | Snowboardcross Team | Frankrig I                                       | Italien I                                | Frankrig II                                                        |
| Snowboard World Cup 2017/18 | Snowboardcross      | Italien                                          | USA                                      | Frankrig                                                           |
| Snowboard World Cup 2017/18 | Snowboardcross Team | Frankrig I (Chloé Trespeuch/Nelly Moenne-Loccoz) | Canada I (Meryeta Odine/Zoe Bergermann)  | Rusland I (Kristina Iossifowna Paul/Marija Jewgenjewna Wassilzowa) |
| 2018/19                     | Snowboardcross      | aflyst på grund af for høje temperaturer         | aflyst på grund af for høje temperaturer | aflyst på grund af for høje temperaturer                           |
| 2018/19                     | Snowboardcross Team | aflyst på grund af for høje temperaturer         | aflyst på grund af for høje temperaturer | aflyst på grund af for høje temperaturer                           |
| 2019/20                     | Snowboardcross      | Tjekkiet                                         | Italien                                  | Australien                                                         |

### Mænd
| Sæson                       | Disciplin           | Vinder                                     | Andenplads                                     | Tredjeplads                                |
| --------------------------- | ------------------- | ------------------------------------------ | ---------------------------------------------- | ------------------------------------------ |
| 2012/13                     | Snowboardcross      | Italien                                    | Østrig                                         | USA                                        |
| 2012/13                     | Snowboardcross Team | USA II                                     | USA                                            | Italien                                    |
| 2013/14                     | Snowboardcross      | Østrig                                     | Italien                                        | Canada                                     |
| 2013/14                     | Snowboardcross Team | Italien II                                 | Tyskland                                       | Norge                                      |
| Snowboard World Cup 2014/15 | Snowboardcross      | aflyst på grund af for høje temperaturer   | aflyst på grund af for høje temperaturer       | aflyst på grund af for høje temperaturer   |
| Snowboard World Cup 2014/15 | Snowboardcross Team | aflyst på grund af for høje temperaturer   | aflyst på grund af for høje temperaturer       | aflyst på grund af for høje temperaturer   |
| Snowboard World Cup 2014/15 | Parallel storslalom | Italien                                    | Slovenien                                      | Italien                                    |
| 2015/16                     | Snowboardcross      | Østrig                                     | Østrig                                         | Rusland                                    |
| 2015/16                     | Snowboardcross Team | Frankrig I                                 | Italien II                                     | Schweiz I                                  |
| Snowboard World Cup 2016/17 | Snowboardcross      | USA                                        | Italien                                        | Australien                                 |
| Snowboard World Cup 2016/17 | Snowboardcross Team | Spanien I                                  | Italien I                                      | USA II                                     |
| Snowboard World Cup 2017/18 | Snowboardcross      | Australien                                 | Østrig                                         | Østrig                                     |
| Snowboard World Cup 2017/18 | Snowboardcross Team | Spanien I (Regino Hernández/Lucas Eguibar) | Østrig I (Alessandro Hämmerle/Markus Schairer) | Frankrig I (Merlin Surget/Pierre Vaultier) |
| Snowboard-Weltcup 2018/19   | Snowboardcross      | aflyst på grund af for høje temperaturer   | aflyst på grund af for høje temperaturer       | aflyst på grund af for høje temperaturer   |
| Snowboard-Weltcup 2018/19   | Snowboardcross Team | aflyst på grund af for høje temperaturer   | aflyst på grund af for høje temperaturer       | aflyst på grund af for høje temperaturer   |
| Snowboard-Weltcup 2019/20   | Snowboardcross      | Østrig                                     | Australien                                     | Italien                                    |

### Team
| Sæson                       | Disciplin                                | Vinder  | Andenplads | Tredjeplads |
| --------------------------- | ---------------------------------------- | ------- | ---------- | ----------- |
| Snowboard World Cup 2014/15 | Parallel storslalom Mixed (Kvinder/Mænd) | Italien | Rusland II | Japan       |

## Weblinks
- Weltcuprennen im Montafon på hjemmesiden for det internationale Skiforbund

## Enkelthenvisninger
1. ↑  Snowboard-Cross-Weltcup im Montafon abgesagt
2. ↑  Snowboard-Weltcup im Montafon: Parallel-Slalom statt Cross